# European Article Number

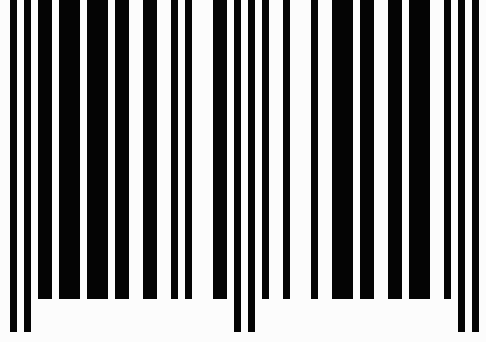
EAN-kod

European Article Number, förkortat EAN, är en streckkodsstandard som sedan 1970-talet används världen över för att märka förpackningar.
EAN ingår numera i den internationella standarden GS1 som uppstod när EAN, amerikanska UCC och dess kanadensiska motsvarighet gick samman. GS1 finns idag i fler än 100 länder med egna kontor
EAN är det som i dagligt tal kallas streckkod och består av ett antal lodräta streck som kan avläsas med en streckkodsläsare. Siffrorna under streckkoden är en nummerkod som kallas GTIN (Global Trade Item Number) och det är med detta nummer man skapar streckkoden. Den vanligaste typen består av 13 siffror och kallas EAN-13. På framförallt mindre förpackningar används ibland den kortare EAN-8 som består av 8 siffror. Andra vanliga koder är GS1-128 och ITF-14.
GS1-systemet är definierat för att inkludera även den äldre standarden Universal Product Code (UPC) som används i Nordamerika. Det innebär att alla läsare för GS1-koder även kan hantera UPC-koder.

## Kodens uppbyggnad
En GTIN-13-kod, som genererar en EAN-13-streckkod har följande struktur:
De inledande siffrorna i koden är ett företagsprefix som företag abonnerar på och som endast det företaget får använda. Företagsprefixet är mellan sex och tolv siffror.
Av dessa används de tre första siffrorna för att identifiera landet där tillverkaren är registrerad.
Sverige har hela 73-intervallet 730-739 så just för artiklar som har en kod som börjar på 73 innebär det att produkten saluförs av ett företag registrerat hos GS1 i Sverige. Dock är det ingen garanti för att produkten är producerad eller tillverkad i Sverige. 
Den sista siffran är alltid en kontrollsiffra och siffrorna däremellan är företagets numrering av sina artiklar.
Dessa koder är internationella och kan användas på produkter som exporteras.
Företagsprefixet 7388 används av företaget Tidsam som hanterar streckkoder till och distribuerar tidskrifter. I deras koder framgår priset i "klartext" där de sista siffrorna före kontrollsiffran anger priset. Om GS1-koden avslutas med 04457 kostar tidningen 44,50 kr (sjuan är kontrollsiffran).
20-29 är reserverat för nationell användning och får inte användas på produkter som exporteras. Dessa koder används till förpackningar där vikten varierar, så kallade viktvaruprefix. Koden börjar alltid med siffran 2 och den därpå följande siffran anger om koden anger priset eller vikten, och antal decimaler.

## Kontrollsiffran
Skrivare som skriver ut streckkoder beräknar oftast kontrollsiffran automatiskt. Man kan även beräkna kontrollsiffran på GS1s hemsida.
För att räkna ut det manuellt följer man exemplet (hämtat från GS1 Sweden) beräknat på en GTIN-13-kod. Kontrollsiffran beräknas på motsvarande sätt för andra GS1-nummer.
- GTIN-13 utan kontrollsiffra: 730001100001K
- Summera varannan siffra från höger. 1+0+0+1+0+3=5
- Multiplicera summan med talet 3. 5 X 3 = 15
- Summera de återstående siffrorna. 0+0+1+0+0+7=8
- Addera resultatet till föregående uträkning. 15+8=23
- Totalsumman subtraheras från närmaste högre tiotal, i detta fall 30. Kontrollsiffran blir 30-23=7 och GTIN-13: 7300011000017

Observera: Om den summa som ska dras från närmast högre tiotal i sig själv är ett jämnt tiotal så blir kontrollsiffran=0.